# Taxe Google
 (avril 2015).
Ne doit pas être confondu avec Taxe GAFA.
La « Taxe Google » est le nom donné à une série de projets de refonte de la fiscalité du numérique, formulés par différents acteurs au cours du temps : personnalités politiques, maisons de disques et éditeurs de presse notamment. Ils visent dans leur ensemble à augmenter le niveau de contribution de grands groupes Internet (en particulier Google) à la fiscalité nationale, au nom du financement de la création de contenus en ligne.

## En Allemagne
Une « Lex Google » a été mise en place en 2013 et autorise les éditeurs de presse à demander une redevance pour l'utilisation de leurs contenus dans des agrégateurs de contenus, dont Google actualités. Le groupe Springer a ainsi demandé une redevance pour 4 de ses sites. Google a décidé de n'afficher que le titre des articles, ce qui a conduit à une baisse de fréquentation de 40% et une perte de 4 millions d'euros. Depuis, Springer a renoncé à demander une redevance à Google.

## En Belgique
- Début 2007 un conflit oppose Copiepresse, société belge de gestion de droits des éditeurs de presse quotidienne francophone et germanophone, à Google News, qu'elle accuse d'enfreindre ses droits d'auteur. Le tribunal de grande instance de Bruxelles ordonne dans un premier temps à Google de supprimer de son service tous les articles, photographies et représentations graphiques des membres de Copiepresse, avec une astreinte de 25 000 euros par jour de retard[3]. Google fait appel.
- Le 5 mai 2011, Google est débouté par la cour d'appel de Bruxelles[4]. Al Verney, porte-parole de l'entreprise, explique que celle-ci envisage de se pourvoir en cassation, et déclare : « Selon nous, le référencement avec des titres brefs et des liens directs vers les sources est non seulement légal, mais encourage aussi les utilisateurs à lire les journaux en ligne ». Google déclare aussi envisager plusieurs mesures à prendre en conséquence de la décision de la cour d'appel.
- Le 15 juillet 2011, pour ne pas avoir à payer l'astreinte, Google déréférence l'ensemble des contenus issus des titres membres de Copiepresse, à la fois de Google Actualité et de son index de recherche (Google Belgique et Google.com). Sont concernés les sites des quotidiens « La DH », « Le Soir », « L'avenir », « La Libre » et « Sudpresse »[5]. Le site se dit prêt à négocier à tout moment. Philippe Laloux, responsable du site Le Soir, estime qu'il s'agit d'une application « pointilleuse et mesquine » de l'arrêt du 5 mai, et que Google use de « pratiques douteuses ». Copiepresse parle de « méthodes de rétorsion »[6].
- Le 18 juillet 2011, soit 3 jours plus tard, un accord est trouvé entre Copiepresse et Google, et les titres sont réindexés dans la journée[7].
- Le 12 décembre 2012, un accord secret est signé entre les éditeurs francophones de quotidiens (les groupes Rossel, La Libre Belgique et L'Avenir), la Société de droits d'auteur des journalistes (SAJ) et Google. L'entreprise aurait versé une indemnisation estimée à 5 millions d'euros, mettant par là un terme au contentieux, mais précise que « l'accord ne prévoit pas le paiement de redevances aux éditeurs et aux auteurs belges pour l'inclusion de leurs contenus dans [leurs] services »[8].

## En Espagne
L'Espagne a mis en place une loi, le Canon AEDE, qui demande aux agrégateurs d'actualités comme Google Actualités de payer une redevance aux éditeurs de presse. En réaction, le service de Google est fermé en décembre 2014.

## En France

### Mission Zelnik
L'idée d'une « taxe Google » entre en débat à partir de janvier 2010, lorsque Nicolas Sarkozy reprend à son compte certaines propositions issues de la commission « Création et Internet » lancée en septembre 2009 et menée par Patrick Zelnik (PDG de Naïve Records et président d'Impala, fédération européenne de labels indépendants), qui rend son rapport le 6 janvier 2010. Écartant l'idée longtemps discutée d'une taxation des FAI, Patrick Zelnik propose notamment l'instauration d'une taxe sur les « revenus publicitaires engendrés par l'utilisation de services en ligne depuis la France », dont les modalités d'assiette sont comparables à la taxe sur les conventions d'assurance et dont le produit serait affecté au budget de l'Etat :

« L’annexe XII au présent rapport propose un dispositif fiscal ad hoc, sous forme déclarative, avec un taux d’imposition faible, appliqué aux revenus publicitaires engendrés par l’utilisation de services en ligne depuis la France. Compte tenu de la taille du marché publicitaire sur internet, cette mesure pourrait à terme rapporter une dizaine de millions d’euros par an, acquittés principalement par les grandes sociétés opérant des services supports de publicité en ligne telles que Google, Microsoft, AOL, Yahoo! ou encore Facebook. Il serait souhaitable que cette démarche de la France ne reste pas isolée et qu’elle rallie d’autres pays en Europe confrontés aux mêmes problématiques. [...] En effet, de nombreux éditeurs de sites culturels et de presse sur internet, ont fait part à la mission de leur inquiétude face à la baisse de leurs recettes publicitaires, qu’ils attribuent, en général, au mauvais fonctionnement concurrentiel de ce secteur en France, et, en particulier, à certains comportements du leader du secteur, la société Google. »

Lors de ses vœux au monde de la culture, le président Nicolas Sarkozy reprend à son compte ces propositions, en invitant le ministère des Finances à « lancer au plus vite une expertise pour appréhender fiscalement les activités publicitaires des grands portails et moteurs de recherche internationaux présents en France ».
Rebaptisant cette proposition « contribution culturelle universelle », Patrick Zelnik émet plusieurs années plus tard l'idée d'affecter le produit de ce prélèvement aux créateurs via la gestion collective.

### Passage au Sénat

#### Amendement au projet de loi de finance
En novembre 2010, le rapporteur général de la Commission des finances au Sénat Philippe Marini (UMP, Oise) présente deux amendements à la loi de finance pour instaurer deux taxes : la première sur la publicité en ligne, la seconde sur les activités de commerce électronique entre entreprises. Son objectif est de mettre en place un système de prélèvement fiscal adapté aux grands groupes Internet qui réalisent du chiffre d'affaires en France. La taxe sur les activités liées à la publicité en ligne vise les sommes versées par « tout hébergeur de site de communication au public en ligne établi dans un État membre de la Communauté européenne qui fournit un service en France », mais aussi « les utilisateurs établis en France pour l'achat de prestations publicitaires ». Elle entrerait en vigueur le 1er janvier 2011 et s’élèverait à environ 1 % des investissements réalisés par les annonceurs pour un montant compris entre 10 et 20 millions de recettes supplémentaires pour l'État. Pour M. Marini, il s'agit d'un amendement « d'appel » qui vise à « entrer dans le débat » ; adopté le 10 février 2010 par la commission des Finances du Sénat, il est retiré lors de l'examen du projet de loi de finances rectificative. Le Sénateur Jack Ralite (PCF, Seine-Saint-Denis) présente un amendement similaire peu de temps après, mais il est rejeté par la majorité de droite. Éric Woerth, alors ministre du Budget, explique ce revirement par une volonté de laisser du temps au débat, et de « mener la négociation avec les différents opérateurs concernés ».
Le 13 décembre, une commission mixte paritaire du Sénat et de l'Assemblée nationale adopte l'instauration d'un prélèvement supplémentaire de 1 % sur les achats de publicité en ligne, après le vote de sept députés et sept sénateurs chargés de rédiger une version commune du budget 2011. Il s'agit d'une surprise pour François Baroin, qui demande à son tour du temps pour mener la concertation avec les acteurs concernés via un amendement repoussant la date d'entrée en application de la taxe.

#### Critiques
- Le même jour (13 décembre), un collectif d'entrepreneurs s'élève contre le projet de « taxe Google » dans une tribune intitulée « Le spectre du Silicon Désert »[19]. Le texte est signé par de grands noms de l’entrepreneuriat numérique en France (notamment Cédric Tournay de Dailymotion, Jean-Pierre Remy de Pages jaunes, Pierre Kosciusko-Morizet de PriceMinister, Marie-Laure Sauty de Chalon de AuFéminin ou encore Pierre Chappaz de Wikio), et critique le projet tant sur le fond que sur la forme :

« Un : je veux taxer Amazon, Apple, eBay, Facebook, Google, Microsoft, Yahoo, etc. Deux : je constate que c’est une question avant tout européenne et que je ne peux la régler depuis la France. Trois : donc je taxe l’annonceur et pas les géants américains. Quatre : comme disait l’aîné des Volfoni dans les Tontons Flingueurs, « je sais, c’est injuste mais ça soulage… ». Le plus beau de l’histoire, c’est que l’aveu de cette carabistouille transparaît des débats en séance publique. Il en résulte que la taxe en plus d’être cinématographiquement référencée est économiquement absurde et certainement inconstitutionnelle. »

« [...] une telle taxation nuirait en priorité à ceux que l’on imaginerait plutôt devoir aider et défendre : les entreprises françaises par rapport à leurs consœurs étrangères et les plus faibles par rapport aux plus puissantes. Ce sont en effet les moins puissants - les entreprises françaises - qui seront le plus touchés par une taxe qui semble modeste vu de l’extérieur mais qui constitue une bonne partie de la marge de ces entreprises…quand marge il y a ! On vise les géants américains et ce sont les petits français qu’on fauche. »

- Le 15 décembre 2010, l'application de la taxe sur l'achat d'espace publicitaire en ligne est reportée du 1er janvier au 1er juillet par le Parlement[21].
- Le député Charles de Courson (Nouveau Centre) estime que « Cette taxe est antiéconomique et anticommunautaire »[22].
- François Baroin, devenu à son tour ministre du Budget, se déclare « réservé » sur le dispositif fin novembre 2010.
- Martin Rogard, directeur de Dailymotion France, déclare :

« Cette taxe va augmenter les inégalités entre les groupes américains de l'Internet et les entreprises françaises. Soit la taxe sera répercutée par les annonceurs sur nos supports, soit nous allons assister à une migration des achats d'espace hors de France avec pour conséquence une plus grande difficulté à attirer les annonceurs internationaux. »

- Marie Delamarche, directrice déléguée Syndicat des régies Internet (SRI), considère que « cela va favoriser les délocalisations ».

#### Abrogation
Le 18 mai 2011, quelques jours avant l'entrée en vigueur de la taxe, un amendement est déposé par Laure de la Raudière (UMP, Eure-et-Loir). Il est adopté par l'Assemblée Nationale le 10 juin, et abroge l'article relatif à la « taxe Google ». La député appelle à un débat européen sur la question, et explique : 

« [...] l'instauration de cette taxe est une fausse bonne idée. En effet, il s'agit non seulement d'un mauvais signal donné aux acteurs du numérique – secteur qui est source de 25 % de la croissance en France et de 50 % aux USA - mais surtout d'un mauvais calcul financier car finalement, les pertes seront rapidement plus importantes que les recettes. En effet, cette taxe abusivement baptisée « Taxe Google », alors qu'elle ne taxera jamais Google, est due par tout preneur de services de publicité en ligne, assujetti à la taxe sur la valeur ajoutée et établi en France. Aussi, il est évident que bon nombre de preneurs exerceront l'acte d'achat de services de publicité en ligne depuis l'étranger, afin de ne pas avoir à payer cette taxe. Cette délocalisation d'achat/vente entraînera inévitablement la perte de la perception de la TVA pour l'État français, et donc la perte de recettes plus importantes que ce que va rapporter la taxe sur la publicité en ligne. »

Le 14 février 2012, dans une interview accordée au Monde, Philippe Marini estime que l'échec de la loi est le résultat d'une forte action de lobbying, de la part des acteurs de la culture dans un premier temps, puis des opérateurs de télécommunications dans un second. Il annonce sa volonté de porter le débat à un niveau européen.

### Retour dans le débat
Durant la campagne présidentielle, le candidat Nicolas Sarkozy renouvelle son engagement en faveur du projet de « taxe Google ». Dans une interview accordée au Point le 15 mars 2012, il déclare : 

« Les géants du Net devront également, au-delà de leur contribution au financement de la création et des réseaux, acquitter un impôt représentatif de leurs activités dans notre pays. [...] Il n'est pas admissible qu'ils réalisent un chiffre d'affaires de plusieurs milliards d'euros en France sans contribuer à l'impôt. Il y a au moins deux pistes sérieuses que je veux faire explorer concomitamment, au niveau français aussi bien qu'européen: une taxe sur la publicité en ligne et assujettissement à l'impôt sur les sociétés - quitte, dans ce dernier cas, à renégocier certaines de nos conventions fiscales. »

Il explique vouloir solliciter un avis de l'Autorité de la concurrence sur une éventuelle position dominante acquise par Google sur le marché de la publicité en ligne, et souligne qu'une grande partie des revenus réalisés par des entreprises du secteur Internet (notamment les portails et moteurs de recherche) ne sont pas taxés car leurs sièges sociaux de leurs filiales sont basés dans des pays comme l'Irlande ou les Bermudes. Dans un communiqué, Google France en appelle à des politiques publiques qui devraient « encourager plutôt qu'entraver le potentiel de croissance » que représente Internel, et se réfère à une étude réalisée par le cabinet McKinsey en 2011, selon laquelle « internet a contribué à hauteur de 3,2 % (60 milliards d'euros) au PIB de la France en 2009 et pourrait atteindre 5,5 % du PIB en 2015 et permettre la création de 450.000 emplois d'ici là ».
Fleur Pellerin et Aurélie Filippetti (alors respectivement chargée de l'économie numérique, et chargée du pôle culture, audiovisuel et médias dans l'équipe de campagne de François Hollande), déclarent dans un entretien accordé à Libération :

« Le projet de François Hollande consiste à ouvrir un 'Acte II de l'exception culturelle'. (...) Cet Acte II repose sur trois piliers: le développement massif de l'offre légale, la lutte contre la contrefaçon commerciale et l'élargissement des sources de financement. »

Sur ce dernier point, Aurélie Filippetti déclare que les acteurs mis à contribution seront « les fabricants de matériel, les fournisseurs d'accès, les plateformes comme Google ou Amazon ».

### Deuxième passage au Sénat
Le 19 juillet 2012, Philippe Marini dépose une proposition de loi « pour une fiscalité numérique neutre et équitable », qui instaurerait une taxe de 0,5 % ou 1 % sur les revenus des régies publicitaires portant sur les publicités affichées en France. Annoncé dès avril dans une interview accordée à Journal du Net, ce texte permettrait selon son défenseur de rapporter à l'État 26 millions de recettes supplémentaires, et vise trois objectifs : « financer le déploiement des réseaux, des industries culturelles numériques sans oublier de contribuer au budget général de l'Etat ».
Cette proposition suscite des critiques fortes émises par le Syndicat des régies Internet (SRI), l'Union des annonceurs (UDA) et l'Interactive advertising bureau (IAB). Ces derniers considèrent que le texte vise à « transposer au média Internet l'actuelle taxe sur la publicité diffusée par voie de radiodiffusion sonore et de télévision due par les régies publicitaires » et qu'il constitue « une entrave à la croissance des acteurs français, et un cas unique en Europe pour le marché publicitaire ».

### Reprise par Aurélie Filippetti
Dans une interview accordée à Aqui.fr, interrogée sur la question de la fiscalité numérique appliquée aux groupes internationaux, la ministre de la Culture Aurélie Filippetti déclare :

« Ce qui est indispensable, c'est qu'il y ait une forme de rétribution par les sites qui aujourd'hui tirent un profit réel de l'utilisation des contenus riches en information, en savoir-faire, en matière grise. Il faut qu'ils participent au financement de l'information. Une mission a été confiée à un inspecteur des finances, un magistrat de la Cour Des Comptes, sur la fiscalité du numérique . En tout cas ces gros acteurs et plateformes ne peuvent plus échapper à une forme de fiscalité dans des pays où par ailleurs ils dégagent un bénéfice certain. »

La mission confiée en juillet 2012 par Pierre Moscovici (ministre de l'économie et des finances), Arnaud Montebourg (ministre du redressement productif), Jérôme Cahuzac (ministre délégué chargé du budget) et Fleur Pellerin (ministre déléguée aux PME et au numérique) à Pierre Collin (conseiller d'Etat) et Nicolas Colin (inspecteur des finances), a pour objectif de « territorialiser l'impôt » dû par les sociétés du secteur d'Internet qui réalisent une partie de leur activité en France.

### Contexte
Les relations entre la presse française et Google sont historiquement difficiles : en juillet 2010 déjà, le SPQN annonçait la création « avant fin 2010 d'un moteur de recherche de référence sur l'actualité », et d'une « offre de bouquets payants multi-marques de presse », avec comme priorité « la monétisation des contenus Web, menée de concert avec différentes familles de presse ». L'annonce intervient au cours de l'assemblée générale du syndicat, en présence de Nathalie Kosciusko-Morizet (alors secrétaire d'Etat chargée de la prospective et du développement de l'économie numérique), de Marc Feuillée (président du SPMI - Syndicat de la Presse Magazine) et de François d'Orcival (président du SPPMO - Syndicat Professionnel de la Presse Magazine et d'Opinion).
Le projet ne verra finalement jamais le jour. Cependant en décembre 2012 plusieurs titres de presse (L'Express, Libération, L'Équipe, Le Point, Le Parisien, Le Figaro, Les Échos, Le Nouvel Observateur) rassemblés sous le GIE ePresse Premium annoncent une alliance avec le Groupe Orange pour lancer « Presse.lemoteur.fr », un service intégré au moteur de recherche d'Orange qui recense les articles de presse (des titres partenaires uniquement), et les classe en deux modules (« Ça vient de paraître » et « Comment la presse en parle ») pour séparer l'actualité chaude des archives. Il offre également un accès au « top 5 » des recherches les plus populaires du moment. L'adresse du site change lorsqu'une recherche est effectuée, pour devenir presse.ke.voila.fr, ce qui laisse entendre que le moteur de recherche est basé sur une technologie issue de Voila.fr (portail lancé par France Télécom en 1998).

### Projet de taxe au clic
Le 21 septembre 2012, Télérama dévoile une proposition de projet de loi montée par les éditeurs de presse via l'AIPG, visant à créer un système de droits voisins sur l’indexation des contenus, similaire à celui en vigueur pour les œuvres artistiques. Il s'agit par ce biais d’éviter le modèle d'une taxation fiscale, qui créerait des flux financiers en direction de l’État plutôt que dans la leur directement. La proposition s'inspire directement de ce que les industries créatives (musique et cinéma) ont mis en place avec la gestion collective des droits : elle prévoit notamment « l’intervention d’une société de perception et de répartition, agréée par le ministère de la Culture, afin de collecter cette rémunération et de la répartir ensuite parmi les organismes de presse. »

De plus elle contient une modification de l'article L. 355-4 du Code de la propriété intellectuelle, relatif à la contrefaçon : désormais serait « punie de trois ans d’emprisonnement et de 300 000 euros d’amende toute fixation, reproduction, communication ou mise à disposition du public, à titre onéreux ou gratuit [...] d’un contenu de presse [...] réalisé sans l’autorisation, lorsqu’elle est exigée [...] de l’organisme de presse ou de l’entreprise de communication audiovisuelle ». Au-delà, c'est même la simple possibilité de créer un lien hypertexte vers un tel contenu qui est remise en cause : 

« Est puni de la peine d’amende prévue au premier alinéa le défaut de versement de la rémunération due à l’auteur [...] ainsi qu’à l’organisme de presse au titre de la copie privée ou de la communication publique [...] mais aussi de l’utilisation de liens hypertextes ou de toute technique équivalente permettant d’accéder à des contenus de presse. »

Le projet précise également les modalités de cette disposition : elle concernerait exclusivement les papiers non disponibles au public (« les organismes de presse ne peuvent s'opposer à l'utilisation par un tiers de liens hypertextes ou de toute technique équivalente permettant d'accéder à tout ou partie de leurs contenus de presse lorsque ces derniers sont librement accessibles par un service de communication au public en ligne édité par eux »), mais « ouvre droit à une rémunération équitable au profit des organismes de presse lorsqu'il est réalisé par une personne française ou étrangère exerçant à titre principal une activité de prestataire d'un service de référencement sur internet ou d'exploitation d'un moteur de recherches dans le cadre d'un service gratuit ou payant visant manifestement le public de France, y compris lorsqu'elle ne joue pas un rôle actif de nature à lui confier une connaissance ou un contrôle des liens hypertextes ». Il s'agit donc en fait de ne viser que deux services : Google (moteur de recherche) et Google Actualités (agrégateur de sources de presse). La cible est d'autant plus explicitement visée que l'IPG précise que pour être concernés par la « rémunération équitable » les services doivent occuper « une place principale et substantielle » dans le paysage de l'information en ligne (ce qui exclut notamment les blogs, mais laisse la question ouverte pour des services comme ceux offerts par Microsoft, Yahoo! ou encore Twitter).
L'IPG propose aussi la création d'une commission pour fixer les montants et modalités de la rémunération, dans l'hypothèse où aucun accord ne serait trouvé entre les organismes de presse et les services Internet concernés. Cette commission serait présidée par un représentant de l'État, et composée en nombre égal de membres désignés par les organisations représentatives, de créanciers et de débiteurs de la rémunération. Le montant de la rémunération serait « forfaitaire et [pourrait] être déterminée au regard d'enquêtes et de sondages » sur le comportement des internautes, à l'égard des liens notamment. Ce fonctionnement, de même que la proposition portant sur la création d'une commission de perception et répartition, n'est pas sans rappeler le modèle de la copie privée, ce qu'explique peut-être le fait que Nathalie Collin, la présidente de l'IPG, a occupé précédemment les fonctions suivantes : Directrice (administratif et financier) de Virgin Musique France (1997-1999), Directrice générale de Virgin Musique France (1999 - 2002), Directrice générale d'EMI Music France (2002 - 2007), Présidente déléguée d'EMI Music France (2007 - 2008), Présidente d'EMI Music France (2008 - 2009).
Le 17 octobre 2012, au cours de son audition par la Commission des affaires culturelles de l’Assemblée nationale, la ministre de la Culture se déclare favorable au projet de loi et à l'idée d'une « Lex Google », qu'elle qualifie d'idée « extrêmement pertinente, [...] vraiment dans le sens de la modernité, et du soutien à un secteur ».

### Réplique de Google
À la suite des propositions françaises sur la taxation au clic de son service Google Actualités, le moteur explique dans une lettre que l'instauration de ce nouveau droit voisin « [mettrait] en cause son existence même » et « [le contraindrait à] ne plus référencer les sites français » plutôt que de payer pour pouvoir les proposer à ses utilisateurs. Pour Google le projet :
- Serait néfaste pour les utilisateurs, puisqu'il remet en cause le modèle d'Internet fondé sur les liens hypertextes et l'interconnexion des contenus
- Serait néfaste pour la diffusion des contenus en langue française, dont une grande partie ne serait plus indexée, au bénéfice des contenus en langue anglaise
- Pose des problèmes juridiques : définition d'un lien qui « vise manifestement le public de France », exclusion des portails et blogs qui pourrait constituer une exception au principe d'égalité
- N'a pas plus de sens que « d'exiger d'un taxi qui conduit un client à un restaurant de rémunérer le restaurateur » puisque Google fournit gratuitement du trafic Internet aux sites d'informations (4 milliards de clics par an) sans apposer de publicité sur le service Google Actualités
- Ne sauvera pas la presse de ses problèmes financiers, comme le montre l'exemple du quotidien The Times (qui avait déréférencé son site, avant de changer d'avis face aux conséquences économiques)
- Ne tient pas compte des revenus qu'apporte le programme AdSense de Google, qui a versé 6,5 milliards de dollars à ses éditeurs partenaires en 2011, et ferme les titres aux innovations de produits comme Google Currents (en français Google Flux d'Actu) qui permettent de monétiser les contenus en ligne.

Aurélie Filippetti se dit surprise de la réponse de Google, et déclare : « Ce n'est pas avec des menaces qu'on traite avec un gouvernement démocratiquement élu ». Laurent Joffrin, directeur du Nouvel Observateur, dénonce dans un édito le « chantage de Google », qui se servirait du déréférencement comme d'une censure et une menace pour préserver son modèle économique qui « refuse catégoriquement d’apporter la moindre contribution à la vie collective française » et constitue une « féodalité multinationale » qui n'assume pas son rôle « d'utilité publique ».

## En Italie
En décembre 2013, des débats ont lieu en Italie sur la fiscalité des géants de l'Internet, et visant à mettre en place une « Web tax ».

## Dans l'Union européenne
Une proposition de « taxe Google news » est étudiée en septembre 2016 par la Commission européenne et vise à accorder un droit voisin sur la presse numérique. Dans le cadre de la réforme européenne du droit d'auteur de 2017, la présidence estonienne du Conseil de l'Europe propose un texte qui comporte ainsi un nouveau droit voisin pour les éditeurs de presse.

## Entente franco-allemande
La déclaration d'Aurélie Filippetti (voir plus haut) intervient dans un contexte particulier : celui du débat initié par l'Association de la presse d'information politique et générale (AIPG, formée (le 18 mai 2012) qui regroupe les éditeurs de la presse quotidienne nationale (SPQN), des magazines IPG (SEPM), de la presse régionale (SPQR - Jean Viansson Ponté - SPQD - SPHR) et quotidienne gratuite d'information avec pour objectif d'une rémunération équitable pour l'utilisation des contenus presse par les moteurs de recherche. L'Association de la presse IPG reproche à ceux-ci de réaliser d'importants profits publicitaires par le référencement de leurs titres d'articles sans leur en reverser une partie. Nathalie Collin évoque notamment « un déséquilibre entre la capacité en bout de chaîne des sites d'information de monétiser le trafic renvoyé par les moteurs, et la monétisation que les mêmes moteurs peuvent en faire », considérant que « chaque visiteur rapporte entre 40 et 50 euros par an à Google [...] grâce aux contenus des journaux, rafraîchis en permanence ».
L'initiative française intervient en même temps que celle des éditeurs de quotidiens nationaux allemands (notamment Axel Springer et Bertelsmann) qui cherchent à instaurer une « lex Google » pour faire payer des droits d'auteurs aux agrégateurs d'information sur Internet (en particulier le service Google Actualités). En Allemagne, le débat a atteint le stade d'un projet de loi, qui a été adopté en conseil des ministres le 29 août et doit encore passer devant le Bundestag. En France, les pouvoirs publics ont soutenu cette initiative et demandé à un médiateur (Marc Schwartz) de mener la médiation, faute de quoi un projet de loi serait déposé par la ministre de la culture.
L'initiative commune des groupes français et allemand est le fruit de rencontres préalables, notamment entre le SPQN et Christoph Keese (responsable des affaires publiques du groupe Axel Springer et principal lobbyiste impliqué dans la défense des intérêts des éditeurs allemands) à Paris pour des « partages d'expérience » le 19 septembre 2012, et entre éditeurs français, italiens et allemands le 24 octobre 2012 à Rome.
De son côté, Google a assemblé une équipe de sept personnes chargées de défendre ses intérêts en Allemagne.

## Amendements parlementaires
Durant l'année 2015, plusieurs initiatives dénoncent la situation, dont notamment le collectif Sauvons l’Europe et We Sign It qui organisent ensemble une intitulée 2big2tax visant à dénoncer la désertion fiscale des multinationales.
Le 24 novembre 2015, le Sénat a adopté l'amendement proposé par la Sénatrice socialiste Marie-Noelle Lienemann, visant à réintégrer à la base taxable des grands groupes les bénéfices réalisés en France. Sur l'inspiration de Jean-Baptiste Soufron, celles-ci ne prévoient pas de sanctions, craignant de se faire retoquer au Conseil constitutionnel.
L'amendement est cependant rejeté par le Parlement en deuxième lecture.
Le 10 novembre 2016, dans le cadre de l'examen du projet de budget 2017, la commission des finances de l'Assemblée a adopté l'amendement proposé par le député socialiste Yann Galut, consistant en un taux d'imposition augmenté de 33.3% à 38.3% pour les entreprises soupçonnées « d'optimisation fiscale » , amendement voté contre l'avis du ministre des finances, Michel Sapin.
Cette mesure a été censurée en décembre 2016 par le Conseil Constitutionnel au motif que « l'administration fiscale ne peut avoir «le pouvoir de choisir les contribuables qui doivent ou non entrer dans le champ d'application de l'impôt sur les sociétés» »